# Ghost Whisperer
Ghost Whisperer (Entre fantasmas, Voces del más allá, Almas suspendidas o Almas perdidas en español) es una serie de televisión estadounidense sobre una mujer que puede comunicarse con los espíritus o fantasmas.
Fue creada por John Gray y es producida por Sander/Moses Productions conjuntamente con ABC Television Studio y CBS Paramount Television.
Está protagonizada por Jennifer Love Hewitt y David Conrad. La serie está basada en un libro de James Van Praagh, que es coproductor ejecutivo y que escribe sobre la serie en un blog oficial de la CBS.
Se dice que los argumentos también se basan en parte en el trabajo de la médium Mary Ann Winkowski.
Ghost Whisperer debuta el 23 de septiembre de 2005, en las cadenas estadounidenses CBS y en la CTV canadiense, terminando la primera temporada el 5 de mayo de 2006. Durante esta temporada Aisha Tyler también protagonizaba la serie. La segunda temporada volvió a las pantallas el 22 de septiembre de 2006 para concluir el 11 de mayo de 2007. En la segunda temporada se incorporaron Camryn Manheim y Jay Mohr al reparto. En la cuarta temporada se unió Jamie Kennedy interpretando al psicólogo Eli James. El 5 de marzo de 2009, la CBS renovó la serie para emitir una quinta temporada. No obstante, en mayo de 2010 la CBS anunció su programación para el próximo año, revelando que Ghost Whisperer no contará con una sexta temporada, y que, por tanto, su último episodio fue emitido el 21 de mayo, dejando un final apresurado. Si bien se rumoreaba que la cadena ABC iba a seguir produciendo la serie por una temporada más, la propia cadena desmintió esta información, siendo la quinta la última temporada de Ghost Whisperer.
Al tiempo que comenzó a emitirse esta serie, también se emitieron otras de contenido parecido protagonizadas por chicas o mujeres jóvenes con poderes sobrenaturales, como Joan de Arcadia, Medium o Tru Calling.

## Trama principal
Ghost Whisperer sigue la vida de Melinda Gordon, una joven de la ciudad ficticia de "Grandview" que tiene la habilidad de ver y comunicarse con "fantasmas". Melinda vive con su esposo Jim, y es dueña de una tienda de antigüedades. Los fantasmas o espíritus buscan la ayuda de Melinda en la transmisión de un mensaje o para completar una tarea que ponga el espíritu a descansar y les permita "Cruzar a La Luz". Aquellos que murieron con asuntos pendientes no pueden cruzar, y Melinda les ayuda a cruzar intermediando con los vivos y reconciliando sucesos vividos con los ahora fantasmas. El espectáculo no presenta a los fantasmas como si hubieran pecado o no, sino que es la culpa propia la que los desorienta, y su propio miedo a la sentencia la que les impide ir a la luz.

## Temporadas

### Primera temporada
La primera temporada presenta a Romano, un exlíder del culto de Europa que influyó en sus seguidores al cometer un suicidio en masa en 1939. Su propio suicidio lo transformó en una entidad negativa ligada a la tierra. Romano intenta hacer exactamente lo contrario de Melinda y recoger las almas terrestres e impedirles cruzar hacia la Luz. Melinda y Romano luchan sobre las 300 almas de las personas que mueren en un accidente de avión en Grandview. Además, Melinda sufre una gran pérdida personal al final de la temporada.

### Segunda temporada
En la segunda temporada, Melinda se encuentra con Delia Banks, su hijo Ned Banks, y el profesor Rick Payne, los cuales, a final de temporada, saben del poder de Melinda, que contrastan con las reacciones, aunque Delia sigue siendo ligeramente escéptica. La segunda temporada se centra en el delgado velo entre los vivos y los muertos. Melinda conoce a Gabriel, quien tiene poderes similares a los de ella. Pero Gabriel está trabajando para las sombras (todavía sin nombre) para asegurarse de que los fantasmas no cruzan a la luz, y de hecho están trabajando para bloquear la luz de todos los fantasmas. En esta temporada muchos fantasmas le advierten a Melinda que un ser querido morirá. En el final de la Temporada se da a conocer que el ser querido que muere es sorpresivamente Melinda, y de hecho, se ve la escena cuando Melinda está cruzando hacia la luz, pero antes de entrar, habla con su padre (Tom Gordon) y le dice que tiene un hermanastro. Luego de esto, Melinda es traída nuevamente a la vida, gracias a la ayuda de unos niños, pero se encuentra totalmente confundida sobre lo que sucedió cuando estaba por ir hacia la luz.

### Tercera temporada
En la tercera temporada, Melinda investiga en su historia familiar en busca de respuestas para acercarse más y aprender el secreto de su don, su infancia, y su padre.Descubre que su padre biológico es un antiguo novio de su madre y su padre falso (Tom Gordon) intenta matarla dado que él asesinó a su padre biológico y ella lo presenció siendo una simple  niña. Al final de esta temporada sale una escena donde aparecen Melinda, su madre, Rick, Ned, Delia y Jim, pero sólo aparecen 5 sombras por motivos desconocidos.

### Cuarta temporada
En la cuarta temporada Melinda se reúne con el psicólogo Eli James después de un incendio en la Universidad de Rockland, quien luego de su experiencia cercana a la muerte, desarrolla la capacidad de escuchar a los fantasmas. Melinda también dice adiós a su amigo cercano Rick Payne, que deja Grandview en un viaje de investigación para la universidad. También sufre una gran pérdida, su esposo Jim muere, lo cual produce también la pérdida de su don, hasta que logre reponerse en algún sentido. Jim por amor a Melinda decide no cruzar, porque no quería alejarse de ella y sabía que ella no estaría bien; por ello se reencarna en el cuerpo de otro hombre por el gran amor a Melinda pero no se acuerda de ella hasta después de varios capítulos cuando se "ahoga" Sam, el hombre en el que está Jim.Al final de esta temporada se descubre que existe un libro llamado "El Libro de los Cambios" en el que aparecen las muertes, los nacimientos, las personas que reviven, etc. Este libro no debe caer en manos equivocadas (Sombras) es así que a la cuidadora del libro Zoe amiga de Eli, la matan las sombras. Al final Carl (el observador) le dice a Eli que él es el nuevo cuidador del Libro y que Melinda no lo puede ver ni tocar, cosa que le revela. Carl le dice a Melinda que su hijo va a ser más poderoso que ella.

### Quinta temporada
En la quinta y última temporada, entra en escena el hijo de Jim y Melinda, Aiden Lucas. Melinda a veces se preocupa por su hijo, porque él está destinado a ser más poderoso que ella. Él puede ver a los brillantes y a las sombras. Los brillantes son los espíritus de los niños que han cruzado hacia la luz (aparecieron en el episodio 5x22) y las sombras son lo malo de los fantasmas que dejan al cruzar hacia la luz , se alimentan de los sentimientos malos de las personas: culpa, ira, rabia, etc (aparecieron en el episodio 5x09). Melinda, Ned y Eli, con la ayuda del trabajo de Delia, protegen El Libro de los Cambios, un objeto místico que las sombras quieren poseer. Melinda ha sufrido cambios debido a sus poderes y los fantasmas que interfieren, hasta el punto en que las sombras se apoderan de ella. Al final, Aiden reúne a todos los Brillantes en la plaza de Grandview, para conseguir vencer definitivamente a las Sombras. De este modo, Aiden salva a su madre, y ésta le dice que jamás, nunca ni vivo ni muerto deberá renunciar a su don.

## Personajes

### Protagonistas
- Jennifer Love Hewitt como Melinda Gordon (2005-2010): protagonista de la serie que posee, al igual que su abuela materna, poderes que le permiten ver y comunicarse con los espíritus.
- David Conrad como Jim Clancy/Sam Lucas (2005-2010): Esposo de Melinda. Para él Melinda lo era todo, podría definirse como "Un marido con mucha paciencia" ya que, a pesar de no poder ver espíritus como su mujer (y posteriormente su hijo) siempre se suele mostrar colaborador y comprensivo con el don. Aunque no solo estaba basado en paciencia, sino en verdadero amor. Fallece tras recibir un impacto de bala, pero consigue meterse en el cuerpo de otro hombre que estaba a punto de morir y consigue vivir con ese cuerpo. Aunque al principio no recordara su vida anterior ni a su mujer, consigue, finalmente, recuperar la memoria.
- Camryn Manheim como Delia Banks (2006-2010): compañera de trabajo y amiga de Melinda. Tiene un hijo llamado Ned. Al principio no podía oír hablar de fantasmas aunque como su hijo empezó a mostrar mucho interés por ellos y Melinda tenía que enfrentarse a ellos constantemente, acabó haciéndose más permisiva y tolerante con ese tema. Se preocupa mucho por su hijo, tanto que a veces no se da cuenta de que ese niño pequeño del que hace tiempo cuidaba ya se ha hecho mayor.

### Secundarios
- Connor Gibbs como Aiden Lucas (2009-2010):hijo de Melinda y Jim/Sam,que posee, al igual que su madre, su abuela y su bisabuela, poderes que también le permiten ver espíritus. Aun así, posee más poderes que su madre ya que puede ver seres que ella no ve, como por ejemplo, las sombras o los seres brillantes.
- Jay Mohr como Rick Payne (2006-2009).
- Tyler Patrick Jones como Ned Banks (niño) (2006-2007).
- Christoph Sanders como Ned Banks (joven) (2007-2010).
- Jamie Kennedy como Eli James (2009).
- Aisha Tyler como Andrea Marino (2005-2006).

### Otros
- Ignacio Serricchio como Gabriel Lawrence (2007-2009).
- Corin Nemec como Paul Eastman (2008).
- Martin Donovan como Tom Gordon (2008).
- Anne Archer como Beth Gordon.
- June Squibb como Mary Ann.
- John Walcutt como Romano (2005-2009).
- David Dorfman como Daniel Greene (2006).
- Thomás F. Wilson como Tim Flaherty (2006-2008)

## Episodios
Episodios de Ghost Whisperer
Ghost Whisperer, cuenta con un total de 107 capítulos, repartidos en 5 temporadas.

## Audiencia
|                   | # Eps | Horario                  | Inicio temporada   | Episodio final | Audiencia (EE. UU.) |
| ----------------- | ----- | ------------------------ | ------------------ | -------------- | ------------------- |
| Primera temporada | 22    | 23 de septiembre de 2005 | 5 de mayo de 2006  | 10,20          |                     |
| Segunda temporada | 22    | 22 de septiembre de 2006 | 11 de mayo de 2007 | 9,90           |                     |
| Tercera temporada | 18    | 28 de septiembre de 2007 | 16 de mayo de 2008 | 8,67           |                     |
| Cuarta temporada  | 23    | 3 de octubre de 2008     | 15 de mayo de 2009 | 10,62          |                     |
| Quinta temporada  | 22    | 25 de septiembre de 2009 | 21 de mayo de 2010 | 7,78           |                     |

## DVD publicados

### DVD
Las cuatro primeras temporadas están disponibles en DVD, tanto en América como en España. Contienen los capítulos de la debida temporada, menús animados, múltiples idiomas seleccionables en audio y subtítulos (dependiendo de la región), comentarios de los creadores y varios contenidos extra. Además, la quinta temporada está disponible en varios países, llegó a España en marzo de 2011. Su venta fue entre febrero y junio de 2011 a mano de la distribuidora Buena Vista. La quinta temporada está disponible en Argentina en versión de 6 discos con dos idiomas (inglés y español) y múltiples subtítulos para zona 1 y 4. Un año después de la venta de la quinta temporada, en España fue lanzado un paquete con la serie completa a un precio de venta al público de unos 80€.

### Blu-Ray
Antes de la venta de la quinta temporada en DVD, la web de distribución Amazon colgó en su "escaparate virtual" la entrega de la quinta temporada en Blu-Ray a modo de preventa. Más tarde, la distribuidora confirmó que solo se vendería la temporada en DVD y que no iba a lanzar al mercado ediciones de Blu-Ray para ninguna temporada, pese a las protestas y quejas de los fanes, por lo que en ningún lugar del mundo se vende la serie en Blu-Ray.

## Otros medios

### iTunes
En la tienda virtual de iTunes están disponibles varios episodios de la serie, incluyendo la quinta temporada completa en HD. Es el único sitio en el que se puede adquirir la serie de modo legal en alta definición.

### Videojuego
En julio de 2009, Legacy Interactive anunció un acuerdo con la CBS para desarrollar un videojuego basado en la serie. El juego estaría programado para debutar en PC y Mac, e incluiría personajes y escenarios de la serie. En noviembre de 2010, se confirmó en la web del videojuego que Melinda, Jim, Delia y Eli aparecerían. La fecha de lanzamiento, en cuyo inicio estaba planeada para principios de 2010, fue cambiada a 2011 y los subtítulos anunciados en la rueda de prensa original, Shadowlands, fueron eliminados del juego. Finalmente fue lanzado el 19 de abril de 2011 exclusivamente en Wal-Mart (Estados Unidos).

## Adaptaciones
Walt Disney Pictures y Telecinco hicieron una adaptación de esta serie la cual fue nombrando El don de Alba protagonizada por Patricia Montero como el personaje de Melinda Gordon y Martín Rivas como el esposo de Melinda.

## Premios y nominaciones
| Año  | Categoría                                        | Persona                           | Resultado |
| ---- | ------------------------------------------------ | --------------------------------- | --------- |
| 2008 | Mejor composición musical en una serie           | Mark Snow episodio Leap Of Faith  | Nominado  |
| 2008 | Mejores efectos visuales especiales en una serie | Episodio Ghost In The Machine     | Nominado  |
| 2006 | Mejor composición musical en una serie           | Mark Snow episodio Love Never Die | Nominado  |
| 2005 | Mejor diseño de título principal                 |                                   | Nominado  |